# Distretto di Ramka
Il distretto di Ramka è un distretto della Provincia di Relizane, in Algeria.

## Comuni
Il distretto comprende 2 comuni:
- Ramka
- Souk El Had